# Konstantin Markovič Poltoracki
Konstantin Markovič Poltoracki (rusko Константин Маркович Полторацкий), ruski general, * 1782, † 1858.
Bil je eden izmed pomembnejših generalov, ki so se borili med Napoleonovo invazijo na Rusijo; posledično je bil njegov portret dodan v Vojaško galerijo Zimskega dvorca.

## Življenje
Njegov oče, Marco Fjodorovič Poltoracki, je leta 1776 postal direktor dvornega pevskega zbora ter bil povišan v plemiča Maloruske province. 
Pri dveh letih je že bil vpisan v Semjonovski polk in 1. januarja 1798 je postal zastavnik v istem polku. Sodeloval je v bitki pri Austerlitzu ter v vojni leta 1807. 20. maja 1808 je bil povišan v polkovnika ter čez dve leti je bil premeščen v Donavsko armado, kjer se je udeležil bojev proti Turkom. 15. maja 1811 je postal poveljnik Nejšlotskega pehotnega polka in 10. januarja 1812 je postal poveljnik Tifliskega pehotnega polka ter 12. marca istega leta poveljnik Našeburskega pehotnega polka. 
15. septembra 1813 je bil povišan v generalmajorja in postal brigadni poveljnik. Leta 1814 je bil v boju ranjen in ujet; po zavzetju Pariza je bil izpuščen iz vojnega ujetništva. 29. julija 1817 je bil imenovan za poveljnika 3. brigade 23. pehotne divizije. Leta 1818 je bil ponovno v Franciji. Po vrnitvi v Rusijo je postal poveljnik 3. brigade 14. pehotne divizije. 13. marca 1822 je bil razrešen poveljstva in 28. januarja 1830 je postal tajni svetnik ter guverner Jaroslavla. 8. oktobra 1834 je bil povišan v generalporočnika in postal vojaški guverner Jaroslavla (z močjo nad civilisti).
Zaradi bolezni je bil leta 1842 upokojen.